# Chiesa di Sant'Agnello Maggiore

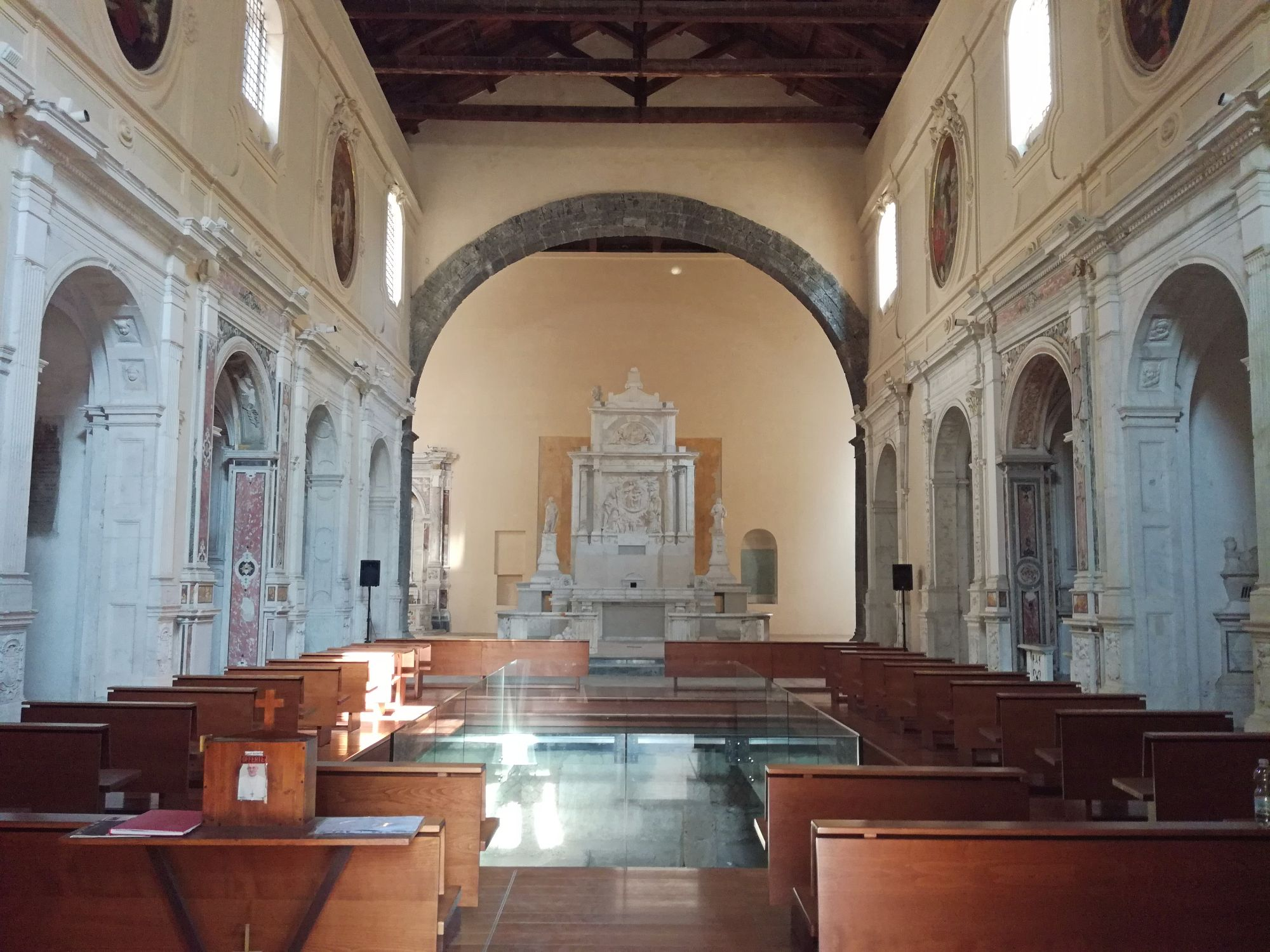
L'interno

La chiesa di Sant'Agnello Maggiore, detta anche Sant'Aniello a Caponapoli o Santa Maria Intercede, è una delle più antiche chiese monumentali di Napoli; si trova nel centro storico della città.
Sant'Agnello, oggi, è compatrono della città di Napoli; secondo la tradizione è sepolto proprio in questa chiesa, sebbene altre fonti sostengono che sia stato sepolto nella cattedrale di Lucca.

## Storia
La storia di questo tempio è strettamente legata anche a quella di sant'Agnello che fu vescovo di Napoli, tra il 673 e 694 circa, nel VII secolo. Il santo abate fu un accanito difensore della città contro l'assedio dei Longobardi. Secondo un'antica tradizione, i genitori del santo avrebbero già eretto in quel luogo una chiesetta; questa, fu dedicata a santa Maria Intercede e venne costruita come voto di ringraziamento alla Vergine per aver concesso loro la grazia della nascita di un erede. L'edificio sorse sul luogo di un'antica acropoli, dove sono stati scoperti resti risalenti al IV secolo.
Morto il santo alla fine del secolo, la chiesa cambiò il nome in "Santa Maria dei Sette Cieli". Nel IX secolo, il vescovo Atanasio di Napoli vi fece erigere un nuovo edificio religioso dedicandolo all'abate e fece trasportare le sue reliquie nella chiesa. Nel corso del Medioevo, il culto divenne sempre più importante e dalla fine del XIII secolo fu governata da un rettorato che durò fino al 1517, anno in cui si unì ai canonici regolari della Congregazione del Santissimo Salvatore lateranense.
Dal secondo decennio del XVI secolo, la chiesa fu completamente rifatta ed ampliata ad opera dell'arcivescovo Giovanni Maria Poderico. Il transetto, che anticamente era la chiesa di Santa Maria Intercede, fu ampliato prima dei lavori d'inizio del nuovo corpo di fabbrica; i lavori iniziarono nel 1517 e terminarono nel XVIII secolo, in questo lasso di tempo furono commissionate opere di grande valore come l'altare maggiore di Girolamo Santacroce (Nola, 1502 - Napoli, 1537). Negli interventi tardo-settecenteschi eseguiti dall'architetto Giovanni Battista Pandullo, l'altare fu portato più avanti rispetto all'originaria posizione e le spoglie del santo furono traslate nella cappella a lui dedicata. Altri interventi sono di Vincenzo Martino, che rifece il pavimento in terracotta e il cassettonato; coeva a questi interventi è una cisterna ritrovato insieme agli scavi archeologici.
Il 7 agosto 1809 fu soppresso l'ordine monastico e il 12 gennaio 1813 i locali del monastero furono venduti dal ministero delle Finanze ad un certo Cosimo d'Orazio; nel 1856 il ministero dell'Interno ne curava la manutenzione. Dopo i restauri eseguiti nel XIX secolo, nel 1903, si ipotizzò la demolizione della chiesa che però non fu mai attuata. Nel 1913, la parrocchia fu trasferita nella chiesa di Santa Maria di Costantinopoli per le precarie condizioni statiche dell'edificio. Nel 1944 la chiesa fu danneggiata dai bombardamenti e nel 1962 fu restaurata con il ripristino della copertura e con la scoperta di resti dell'acropoli. Nel 1980 fu danneggiata dal sisma e nuovamente restaurata. Nel corso degli anni la chiesa ha subito atti vandalici come furti delle opere d'arte e marmi.
Nel 2011, dopo un lungo lavoro di restauro, la chiesa è stata riaperta.

## Descrizione
All'interno vi sono rilevanti tracce medievali. Interessanti sono i bassorilievi e le decorazioni; inoltre qui sono collocate tele di incerta attribuzione.
Lungo la navata, l'unico elemento architettonico di spicco rimane l'altare maggiore del Cinquecento, scolpito da Girolamo Santacroce.